# Onitis viridulus
Onitis viridulus là một loài bọ cánh cứng trong họ Bọ hung (Scarabaeidae).